# 中西祐介
中西 祐介（なかにし ゆうすけ、1979年7月12日 - ）は、日本の政治家。自由民主党所属の参議院議員（3期）。参議院予算委員長。
総務副大臣、財務大臣政務官、自由民主党水産部会長、同参議院政策審議会副会長、同参議院国会対策委員会副委員長、同参議院副幹事長、参議院財政金融委員長、参議院文教科学委員長などを歴任。

## 来歴
徳島県阿南市生まれ。阿南市立見能林小学校、阿南市立阿南中学校を経て徳島県立富岡西高等学校を卒業後、慶應義塾大学法学部政治学科に入学。卒業後、UFJ銀行に入社。2007年に政界を志し松下政経塾に第28期生として入塾する。

### 参議院議員
2010年に卒塾。7月に第22回参議院議員通常選挙に徳島県選挙区から自由民主党公認で立候補し初当選。
2012年10月、自民党参議院政策審議会副会長就任（当時の会長は世耕弘成）。同年、参議院議院運営委員会委員。
2013年3月、常任委員会の一つである、参議院内閣委員会理事に就任。
2013年10月、参議院国会対策委員会副委員長に就任。
2014年9月、参議院副幹事長並びに、自民党青年局長代理に就任。
2015年7月24日、徳島県と高知県の参議院合同選挙区による徳島県・高知県選挙区を創設する公職選挙法改正案に反発し、参議院本会議採決前に退席し棄権した。
2015年10月9日、第3次安倍第1次改造内閣（自公連立政権）で財務大臣政務官（参議院の担当）に就任。
2016年7月10日、第24回参議院議員通常選挙に合区された合同選挙区である徳島県・高知県選挙区から出馬し再選。
2016年8月、自民党水産部会長に就任。
2019年10月4日、参議院財政金融委員長に就任。
2021年10月6日、第1次岸田内閣（自公連立政権）で総務副大臣に就任。
2021年11月11日、第2次岸田内閣（自公連立政権）で総務副大臣に再任。
2022年7月10日、第25回参議院議員通常選挙で3選。
2024年9月12日、自民党総裁選挙が告示され、9人が立候補した。中西は同じ麻生派の河野太郎ではなく、上川陽子の推薦人に名を連ねた。投票日前日の9月26日夜、麻生派幹部6人は都内のホテルに集まり、決選投票に高市早苗が残った場合は高市を支持する方針を決定した。会長の麻生太郎はさらに踏み込み、河野などの陣営に入っていた派閥メンバーに対し、側近議員を通じて「1回目の投票から高市に入れろ」と指示を飛ばした。同日22時半頃、産経新聞は、麻生が1回目の投票から高市を支援するよう自派閥の議員に指示を出したことをスクープした。9月27日総裁選執行。麻生は昼頃まで、自派閥で他候補の推薦人に名を連ねる議員にまで電話をかけ「1回目から高市で頼む」と訴えた。高市は1回目の議員投票で、報道各社の事前調査での30～40票を大きく上回る72票を獲得した。党員数と合わせた得票数は1位だったが、決選投票で石破茂に敗れた。中西は1回目の投票では上川に投じ、決選投票では高市に投じた。同年11月11日、参議院文教科学委員長に就任。
2025年8月1日、参議院予算委員長に就任。

## 政策・主張

### 憲法
- 憲法改正について、2016年の朝日新聞社のアンケート、2022年のNHKのアンケートで「賛成」と回答[18][19]。
- 9条改憲について、2016年の毎日新聞社のアンケートで「改正して、自衛隊の役割や限界を明記すべき」と回答[20]。2022年の毎日新聞社のアンケートで「改正して、自衛隊の存在を明記すべきだ」と回答[21]。9条への自衛隊の明記について、2022年のNHKのアンケートで「賛成」と回答[19]。
- 憲法を改正し緊急事態条項を設けることについて、2022年のNHKのアンケートで「賛成」と回答[19]。

### 外交・安全保障
- 「他国からの攻撃が予想される場合には先制攻撃もためらうべきではない」との問題提起に対し、2016年のアンケートで「どちらかと言えば賛成」と回答[18]。
- 敵基地攻撃能力を持つことについて、2022年のNHKのアンケートで回答しなかった[19]。
- 「北朝鮮に対しては対話よりも圧力を優先すべきだ」との問題提起に対し、2016年のアンケートで「どちらとも言えない」と回答[18]。
- 安全保障関連法の成立について、2016年の毎日新聞社のアンケートで「今の法制でよい」と回答[20]。
- 普天間基地の移設問題について、2016年の毎日新聞社のアンケートで「名護市辺野古に移設すべき」と回答[20]。普天間基地の辺野古移設について、2022年の毎日新聞社のアンケートで「どちらかといえば賛成」と回答[21]。
- ロシアは2022年2月24日、ウクライナへの全面的な軍事侵攻を開始した[22]。日本政府が行ったロシアに対する制裁措置についてどう考えるかとの問いに対し、2022年のNHKのアンケートで「適切だ」と回答[19]。同年の毎日新聞社のアンケートで「制裁をより強めるべきだ」と回答[21]。
- 2022年6月7日、政府は経済財政運営の指針「骨太方針」を閣議決定した。NATO加盟国が国防費の目標としている「GDP比2％以上」が例示され、防衛力を5年以内に抜本的に強化する方針が明記された[23]。「防衛費を今後どうしていくべきだと考えるか」との問いに対し、2022年のNHKのアンケートで「ある程度増やすべき」と回答[19]。

### ジェンダー
- 選択的夫婦別姓制度の導入について、2016年のアンケートで「反対」と回答[18]。2022年の毎日新聞社のアンケートで「反対」と回答[21]。同年のNHKのアンケートで回答しなかった[19]。
- 同性婚を可能とする法改正について、2016年のアンケートで「どちらかと言えば反対」と回答[18]。2022年の毎日新聞社のアンケートで「反対」と回答[21]。同年のNHKのアンケートで回答しなかった[19]。
- クオータ制の導入について、2016年のアンケートで「どちらかと言えば反対」と回答[18]。2022年のNHKのアンケートで回答しなかった[19]。

### その他
- 永住外国人への地方参政権付与について、2016年のアンケートで「どちらとも言えない」と回答[18]。
- 首相の靖国神社参拝について、2016年のアンケートで「どちらかと言えば賛成」と回答[18]。
- 「治安を守るためにプライバシーや個人の権利が制約されるのは当然だ」との問題提起に対し、2016年のアンケートで「どちらかと言えば賛成」と回答[18]。
- 「原子力発電所は日本に必要だと思うか」との問いに対し、2016年の毎日新聞社のアンケートで「必要」と回答[20]。2022年の毎日新聞社のアンケートで「当面は必要だが将来的には廃止すべきだ」と回答[21]。
- 2016年の米国大統領選挙について「ドナルド・トランプとヒラリー・クリントンのどちらを支持するか」との問いに対し、2016年の毎日新聞社のアンケートで「どちらとも言えない」と回答[20]。
- 2016年2月8日、高市早苗総務大臣は、放送局が政治的公平性を欠く放送を繰り返した場合、電波法に基づき電波停止を命じる可能性に言及した[24]。安倍晋三首相は2月15日の衆議院予算委員会で野党の批判に反論し、高市の発言を擁護した[25]。政府の姿勢をどう思うかとの問いに対し、2016年の毎日新聞社のアンケートで「問題とは思わない」と回答[20]。
- 国会議員の被選挙権年齢の引き下げについて、2022年の毎日新聞社のアンケートで「反対」と回答[21]。

## 選挙歴
| 当落 | 選挙                     | 執行日         | 年齢 | 選挙区               | 政党       | 得票数     | 得票率 | 定数 | 得票順位 /候補者数 | 政党内比例順位 /政党当選者数 |
| ---- | ------------------------ | -------------- | ---- | -------------------- | ---------- | ---------- | ------ | ---- | ------------------ | ---------------------------- |
| 当   | 第22回参議院議員通常選挙 | 2010年07月11日 | 31   | 徳島県選挙区         | 自由民主党 | 14万2763票 | 38.31% | 1    | 1/6                | /                            |
| 当   | 第24回参議院議員通常選挙 | 2016年07月10日 | 37   | 徳島県・高知県選挙区 | 自由民主党 | 30万5688票 | 54.06% | 1    | 1/3                | /                            |
| 当   | 第26回参議院議員通常選挙 | 2022年07月10日 | 43   | 徳島県・高知県選挙区 | 自由民主党 | 28万7609票 | 52.81% | 1    | 1/6                | /                            |

## 政治資金
- 全国たばこ販売政治連盟や全国たばこ耕作者政治連盟といったたばこ関連団体から、2010年に11万円の政治献金を受けている[26]。
- 2016年、自身の政治団体や党支部などとの間でやりとりされた寄付などの政治資金収支報告書への記載漏れが指摘された[27]。

## 所属団体・議員連盟
- 自民党たばこ議員連盟[28]
- 神道政治連盟国会議員懇談会[29]
- みんなで靖国神社に参拝する国会議員の会[29]
- TPP交渉における国益を守り抜く会

## 支援団体
- 全国たばこ販売政治連盟（2022年参院選組織推薦候補者）[30]

## 著書
寄稿
- 自民党国家戦略本部 編『日本未来図2030』、日経BP社、2014年12月、ISBN 4822225194